# 16.º Batallón de Instrucción Aérea
El 16º Batallón de Instrucción Aérea (16. Flieger-Ausbildungs-Bataillon) fue una unidad militar de la Luftwaffe de la Alemania Nazi.

## Historia
Formado el 1 de abril de 1939 a partir del 16.º Batallón de Reemplazo Aéreo. El 1 de enero de 1942 es renombrado I Batallón de Instrucción del 16º Regimiento de Instrucción Aérea.

## Comandantes
- Coronel Hans-Jochen von Arnim - (29 de enero de 1941 - 1 de enero de 1942)